# Massacre de Kfar Aza
Le massacre de Kfar Aza a lieu le 7 octobre 2023 au début de l'attaque d'Israël par le Hamas. L'attaque du kibboutz de Kfar Aza en Israël fait 64 morts, tandis que 19 personnes ont été enlevées.

## Déroulement du massacre
Le kibboutz de Kfar Aza, où sont présents environ 800 Israéliens, est l'une des premières cibles de l'attaque-surprise contre Israël, lancée par la branche armée du Hamas au petit matin du 7 octobre 2023.
Un rapport de Tsahal publié en mars 2025 indique qu'une première vague d'hommes armés du Hamas pénètre le kibboutz à partir de 6 h 30, le matin du 7 octobre 2023, dont six par les airs, au moyen de parapentes motorisés. A 6h40, deux véhicules blindés israéliens arrivent à Kfar Aza, repèrent des combattants du Hamas et ouvrent le feu, mais repartent 5 minutes après être arrivés, pour se rendre dans la ville de Sderot. Jusqu'à 8 h 30, en une heure et demie, environ 80 combattants du Hamas, véhiculés et lourdement armés, s'infiltrent dans le kibboutz. Ils sont opposés à seulement 14 membres de l'équipe d'intervention d'urgence locale et pendant ce laps de temps tuent 37 habitants. D'autres combattants du Hamas continuent d'affluer, et au total, 200 à 250 combattants du Hamas sont présents dans le kibboutz à 10 h 0.
Les militants islamistes ont commencé par cibler le flanc ouest du village, le côté le plus proche de la frontière avec Gaza, en arrachant une section de la clôture en acier. Selon le général de division Itai Veruv, la petite équipe de sécurité composée d'habitants armés du kibboutz s'est rassemblée à l'extrémité ouest de Kfar Aza à l'arrivée des militants du Hamas et les a combattus. Cette zone de combat se trouve vers ce que le général appelle « le quartier des bébés », un pâté de maisons où vivent de nombreuses jeunes familles. Sur un parking, les militants du Hamas semblent avoir cherché à voler des voitures pour pouvoir embarquer des otages,.
L'équipe de réponse d'urgence locale, composée de 15 habitants du kibboutz, dont quatorze présents le 7 octobre, combat tant bien que mal les hommes du Hamas, dont elle en tue plusieurs, bien qu'elle n'ait pas accès à son armurerie, déjà contrôlée par les assaillants, qui tuent sept de ces volontaires israéliens. Le protocole d'urgence local est toutefois mal défini par Tsahal et aucun protocole de coordination entre l'armée et l'équipe de réponse d'urgence locale n'a été défini, selon l'enquête publiée en 2025.
Après avoir percé à l'ouest, les agresseurs attaquent le kibboutz depuis trois autres directions. Selon un officier israélien, les assaillants ont incendié des maisons pour en faire sortir leurs résidents civils. Mais ces derniers, pour certains, préféreront mourir dans les incendies plutôt que se livrer aux militants du Hamas,,. Des cadavres de résidents du kibboutz ont été retrouvés avec les mains liées.
De plus, les assaillants prennent en otage des résidents du kibboutz — hommes, femmes, enfants et personnes âgées —, qui sont emmenés dans la bande de Gaza. L'agence Associated Press confirme avoir vu l'enlèvement de quatre otages le 7 octobre.
Vers 8 h 10, l'équipe d'intervention d'urgence locale n'est plus en mesure de fonctionner de manière cohérente. Au même moment, un général de brigade israélien, qui habite le kibboutz et n'a pas d'armes, rejoint les combats. Il a averti le chef d'état-major de Tsahal ainsi que des gradés de l'armée israélienne de la présence des combattants du Hamas à Kfar Aza. Quelques dizaines de soldats israéliens arrivent au kibboutz avant 10 h 0 mais, sans coordination ni renseignements opérationnels qui leur auraient permis notamment de localiser leurs ennemis, ils ne font pas cesser le massacre ; l'armée israélienne ne se retrouve dans le kibboutz en effectif égal à celui de leurs adversaires seulement vers 14 h 0. Les combats sont intenses jusqu'au lendemain matin, et le kibboutz est définitivement repris par les forces israéliennes le 9 octobre 2023, plus de 60 heures après le début de l'attaque,.
Le 10 octobre, les forces de défense israéliennes guident la presse étrangère dans le kibboutz, où les journalistes peuvent découvrir les rues jonchées d'habitants et de militants du Hamas décédés, des ruines de maisons incendiées, des voitures brûlées et des piles de meubles cassés ou autres débris,,.

## Bilan des victimes
Le 10 octobre 2023, l'armée israélienne conduit des dizaines de journalistes étrangers à Kfar Aza pour rendre compte du massacre. Le lendemain, le journaliste français Samuel Forey, correspondant à Jérusalem pour Le Monde et Le Soir, livre son témoignage sur Twitter : « J'ai couvert des guerres, des massacres et un génocide, celui des Yézidis. Ce que j'ai vu hier à Kfar Aza était terrible. Et je réalise chaque jour l'ampleur du drame, que j'essaie de documenter de la façon la plus précise possible. »
Le chef du Conseil régional de Sha'ar HaNegev, Ofir Libstein, et son fils sont tués lors de l'attaque. 
À la date du 15 décembre, le bilan est de 46 civils israéliens tués selon la sécurité sociale israélienne (en),. Par ailleurs, 31 combattants israéliens (incluant 7 résidents membres de l'équipe de réponse d'urgence locale) meurent dans les combats avec les assaillants. Deux otages parviennent à s'évader en décembre 2023 mais sont tués par erreur par Tsahal.
Un an après l'attaque, le bilan situe le nombre de morts à 64, tandis que 19 personnes ont été enlevées, dont 5 sont toujours en captivité. Deux d'entre ces derniers sont libérés le 19 janvier 2025 après le cessez-le-feu entre Israël et le Hamas.

## Désinformation sur des bébés décapités ou pendus
Le 10 octobre, la journaliste de la chaîne franco-israélienne i24NEWS Nicole Zedeck affirme que quarante bébés ont été assassinés, et que certains ont été décapités ; la journaliste se rétracte plus tard en parlant de quarante enfants dont des bébés. Le 11 octobre, un porte-parole de l'armée de défense d'Israël refuse de confirmer les décapitations de bébés. De son côté, le Hamas dément avoir commis des décapitations,.
Libération indique à la date du 12 octobre, qu'aucune déclaration officielle n'a confirmé les accusations de décapitations d'enfants. Quelques heures plus tard, le Jerusalem Post « confirme [...] que les informations selon lesquelles des bébés auraient été [...] décapités [...] sont correctes » mais se heurte au scepticisme d'autres médias (NBC News, CNN) qui affirment que ces informations n'ont pas pu être vérifiées de manière indépendante,.
Le 19 octobre, le quotidien Haaretz publie les noms des 1 452 victimes de l'attaque du 7 octobre dont deux bébés, dont aucun n'a été tué à Kfar Aza : la plus jeune victime du massacre de Kfar Aza est un adolescent de 15 ans, Yiftach Kutz. Le lendemain, la journaliste de CNN Sara Sidner (en), qui avait contribué à répandre la fausse information des bébés décapités (avant de s'en excuser le 12 octobre), est prise à partie par des Palestiniens en colère à Ramallah.
Le 28 novembre, le lieutenant-colonel Yaron Buskila, interviewé par le journaliste ultra-orthodoxe Ishay Cohen (he), affirme avoir vu des « bébés pendus en rang sur une corde à linge »  à Kfar Aza. Ishay Cohen supprime rapidement la vidéo en raison de doutes quant à la véracité du témoignage, bien que Yaron Buskila lui ait été recommandé par le porte-parole de l'armée israélienne, Daniel Hagari, dont un représentant était sur place au moment de l'interview. Yaron Buskila appartient aux Habithonistim (he), organisme dont le but est de « façonner et d’influencer le récit quant aux besoins de sécurité nationale d’Israël ».
Le 4 décembre, le quotidien Haaretz revient en détails sur les atrocités commises par le Hamas tout en précisant qu'il n'y a pas eu de « bébés décapités ».
Selon Libération, les fausses informations autour des bébés décapités et des bébés pendus s'inscrivent dans une « campagne » de propagande plus globale ayant « pour but de rallier, puis consolider, le soutien de l’opinion israélienne et internationale aux violentes représailles à Gaza » mais pour « effet secondaire de nourrir, sur les réseaux sociaux, un puissant déni des crimes du 7 octobre, servant à mettre en doute les récits authentiques du massacre de quelque 800 victimes civiles ».